# Comunità ebraica di Otranto
(Sefer Josippon)
Otranto nel medioevo era sede di un'importante comunità ebraica; la prima testimonianza archeologica della presenza della comunità ebraica  risale al III secolo.
Da essa vennero raffinati poeti nel IX secolo, tra i quali Meiuchas e Shabbatai da Otranto.
La comunità era nota in tutto il Mediterraneo, ed in riferimento al suo prestigio sarà coniato il detto «da Bari uscirà la Legge e la parola del signore da Otranto». A Otranto era, difatti, presente uno scriptorium  ebraico di testi giuridici per le accademie.
Nella seconda metà del XII secolo risiedevano in città cinquecento famiglie ebree sotto la guida di Meir, Mali, Menachem e Caleb, come testimoniato dal diario di viaggio di Beniamino di Tudela.
All'inizio del XIII secolo viveva ad Otranto il poeta ebreo Jacob Anatoli, che ivi compose uno splendido dialogo tra il corpo e la mente dopo la morte. Nel 1219 Federico II confermò al vescovo i diritti sulle decime dei cristiani e degli ebrei residenti ad Otranto.